# Kalaj dioksid
Kalaj-dioksid je neorgansko jedinjenje sa formulom SnO2. Mineralna forma SnO2 se naziva kasiterit, i ona je glavna ruda kalaja. Ovaj oksid kalaja je najvažnija sirovina u hemiji kalaja. Ova bezbojna, dijamagnetična čvrsta materija je amfoterna.

## Struktura
On formira kristale sa rutilnom strukturom, u kojoj su atomi kalaja 6-koordinatni a atomi kiseonika tri koordinatni. 2 se obično smatra poluprovodnikom n-tipa koji je deficitaran u kiseoniku. Hidratne forme SnO2 se nazivaju kalajnom kiselinom.

## Priprema
Kalaj-dioksid se prirodno javlja. On se prečišćava redukcijom do metala i naknadnim sagorevanjem u vazduhu. Godišnja proizvodnja je oko 10 kilotona. 2 se industrijski redukuje do metala ugljenikom na 1200-1300 °C.

## Amfoternost
Mada je SnO2 nerastvoran u vodi, on je amfoteran oksid. Ruda kasiterit se teško rastvara u kiselinama i bazama. Halogene kiseline napadaju SnO2 i formiraju heksahalostanate, kao što je [6]2-, mada proces može da bude dugotrajan.
Slično tome, SnO2 se rastvara u sumpornoj kiselini dajući sulfat:
2 se rastvara u jakim bazama formirajući stanate, čija nominalna formula je .